# Église Notre-Dame-de-la-Nativité d'Aigueparse
Pour les articles homonymes, voir Église Notre-Dame-de-la-Nativité.
L'église Notre-Dame de la Nativité est une église catholique située à Aigueparse sur le territoire de la commune de Mazeyrolles, en France. Elle fait partie de la paroisse Notre-Dame de Capelou.

## Localisation
L'église est située dans le département français de Dordogne, sur la commune de Mazeyrolles.

## Historique
L'édifice est classé au titre des monuments historiques le 6 mai 1940.